# 福德 (澳大利亚首都特区)
福德（英语：Forde），是位于堪培拉下属甘加林城区东北部的一个郊区，在北部和邦纳隔Mulligans Flat Road接壤，在西部与阿马鲁隔着Horse Park Drive接壤，在东南面与斯罗斯比接壤。该区得名于弗兰克·福特，他于1945年约翰·科廷英年早逝后出任澳大利亚总理一周。于2008年始有人定居， 2016年人口普查估计该区人口为4,308人。

## 历史
欧洲人在1830年代首次定居堪培拉及其周边地区，当时称为金宁德拉。穆任百特曼和邦根多尔之间的一条道路穿过附近的穆里根平原。一排成熟的树木标志着通往邦根多尔的长途汽车路线的路线。Mulligans Flat 学校的历史遗迹以及小屋遗址、旧栅栏、马车、剪羊毛棚和农机区也散布在该地区。三个农场，即Stray Leaf、East View和Mulligans Flat早于该郊区的建立。

## 休闲
该郊区 29% 的面积用于绿地。该郊区拥有11个主要公园以及39公顷的湿地和自然保护区，并设有专为生态活动设计的步道。因此，每户住宅均位于距离风景优美的公园、湿地或自然保护区200米范围内
Mulligans Flat自然保护区涵盖了自然栖息地、丰富的土著历史并体现了丰富多彩的欧洲遗产。该保护区也是澳大利亚首都地区最好的观鸟地点之一，也是罕见的Regent honeyeater和福特自己的壮丽细尾鹩莺的家园。Mulligans Flat和附近的Goorooyarroo自然保护区拥有四种本土鸟类以及稀有的带状疱疹蜥蜴、针鼹、青蛙和爬行动物种群。2005年，澳大利亚首都地区政府通过了《家养动物（猫收容）修正案》，该法案要求Forde和附近Bonner的居民每天24小时将猫放在室内或室外围栏中。

## 地质
金宁德拉溪的源头发源于郊区的北端。最低点为614米，最高点为福德最北端的Gundaroo Road上的654米。福德下方的岩石由志留纪中期的堪培拉组组成。它由页岩、板岩和泥岩组成。金宁德拉溪后面有一条断层，上面有石英。褶皱扭曲了岩石，使其结构向东北方向平行，与断层平行。